# Henriette Heinze-Berg
Henriette Heinze-Berg, geborene Juliana Friederika Henriette Peuckert, auch Henriette von Palmstein, Henriette Brüning und Henriette Heinze (* 8. Februar 1809 in Dresden; † 31. August 1892 in Amsterdam) war eine deutsche Tänzerin, Theaterschauspielerin, Sängerin (Sopran), Librettistin und Übersetzerin.

## Leben
Heinze begann ganz jung mit Ballett an der Dresdner Hofoper. Dort brachte sie es bis zur Solotänzerin. Ihre Eltern, die nicht wollten, dass sie Schauspielerin wird, brachten sie nach Teplitz in Böhmen. Dort betrat sie im Jahr 1823 als 14-Jährige erstmals die Bühne im Singspiel Preciosa von Carl Maria von Weber. 
Die 1824 eingegangene Ehe mit dem Schauspieler Seeberg (eigentlich Freiherr von Palmstein) hielt nicht lange. Sie war danach bei verschiedenen Theatergesellschaften im Engagement und spielte und sang in Teplitz, Zittau, Görlitz, Karlsbad und Altenburg (Thüringen) und hatte dabei erste Erfolge, vor allem mit Rollen aus dem Soubrettenfach. 
1828 engagierte Direktor Bethmann sie nach Leipzig. Als dieser nach Magdeburg und dann nach Braunschweig ging, folgte sie ihm. 1832 war sie erneut in Leipzig, danach 1833 in Köln und Aachen.
In Köln ehelichte sie in zweiter Ehe den Schauspieler und Tenorbuffo Karl Brüning (1808–1879). Danach wurde sie ans Hoftheater Dresden verpflichtet, gastierte anschließend in Hamburg und Mannheim und ging dann erneut nach Hamburg, wo ihr Mann engagiert war. 1838 war sie zum dritten Mal in Leipzig.

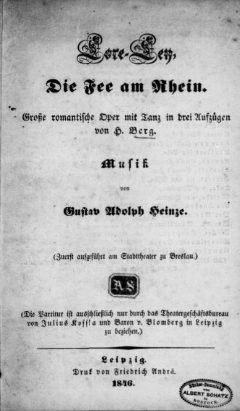
Libretto

1837 trennte sie sich von ihrem zweiten Mann und heiratete 1843 in dritter Ehe Kapellmeister Gustav Adolf Heinze (1820–1904); seither trat sie unter dessen Familienname auf. 1849 beendete sie ihre Karriere und lebte dann mit ihrem Ehemann in der Nähe von Amsterdam, wo dieser als Komponist und als Chorleiter tätig war. Sie schrieb als Henriette Berg bzw. Henriette Heinze-Berg Libretti zu seinen Opern und Oratorien und übersetzte niederländische Literatur ins Deutsche. 1883 ließen sie sich in Muiderberg die  Villa Caecilia bauen. Eine Tafel am Haus erinnert an seine ersten Bewohner.

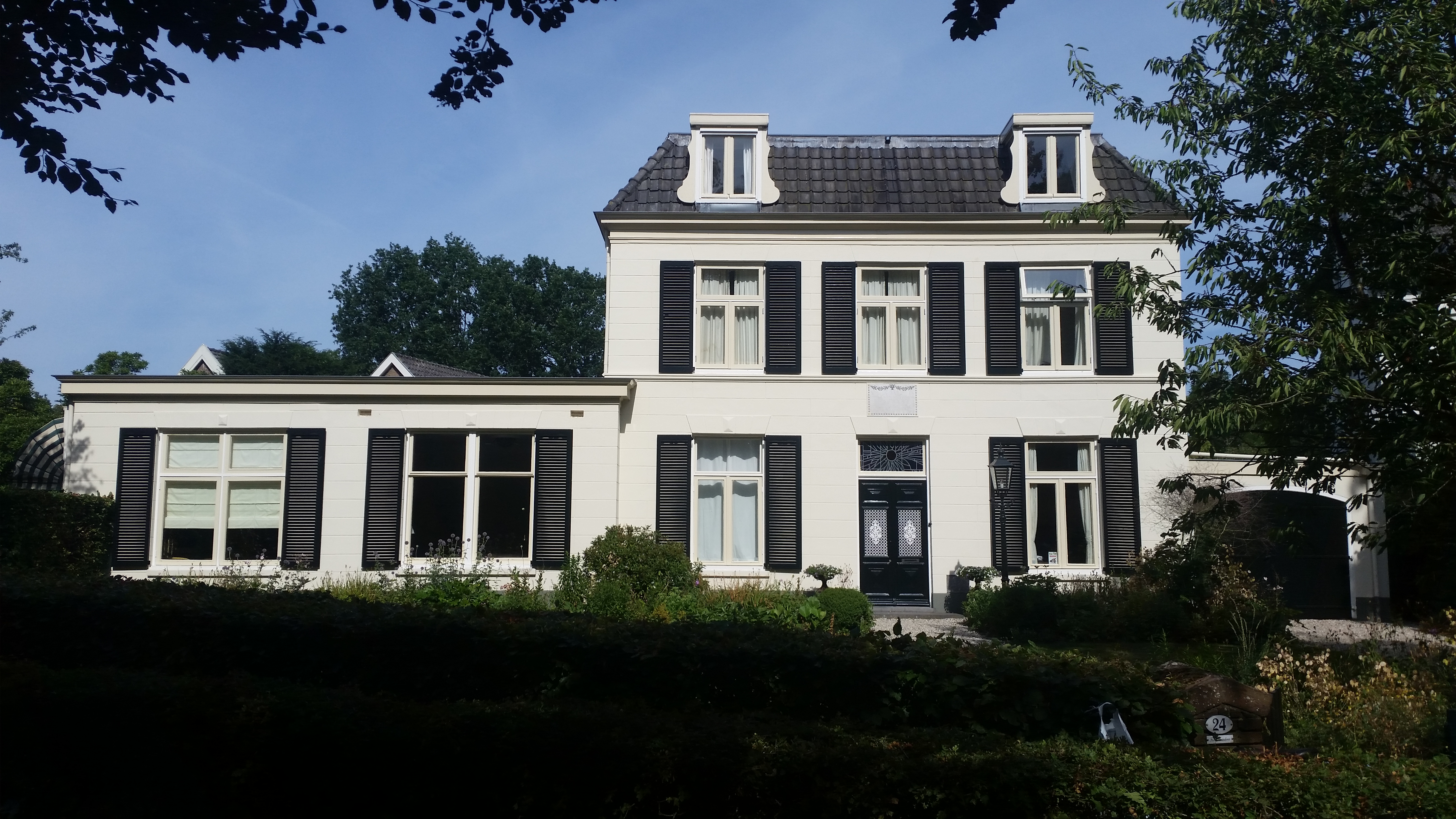
Villa Caecilia